# Ernest Igl
Pour les articles homonymes, voir Igl et Hofmann.
Ernest Igl, né Ernest Hofmann le 6 février 1920 à Prague (Tchécoslovaquie) et mort le 2 avril 2001 à Davos (Suisse), est un graphiste, artiste peintre et designer allemand.

## Biographie
Ernest Igl, de son vrai nom Hofmann, est diplômé de l'Académie commerciale de Karlsbad en 1938 puis fréquente l'Académie des beaux-arts de Prague et l'Académie des arts appliqués de Munich. Après la guerre, il travaille comme dessinateur et graphiste à Munich. Il jouit d'une grande réputation en tant que l'un des premiers illustrateurs chez les principaux éditeurs de manuels et se fait un nom en tant que designer industriel recherché à l'échelle internationale. En 1962, Ernest Hofmann Igl s'installe à Rosenheim, puis, à l'âge de 60 ans, il se retire à Kampenn sur l'île de Sylt, au Schleswig-Holstein. Il meurt à Davos, en Suisse, en 2001.

## Œuvres

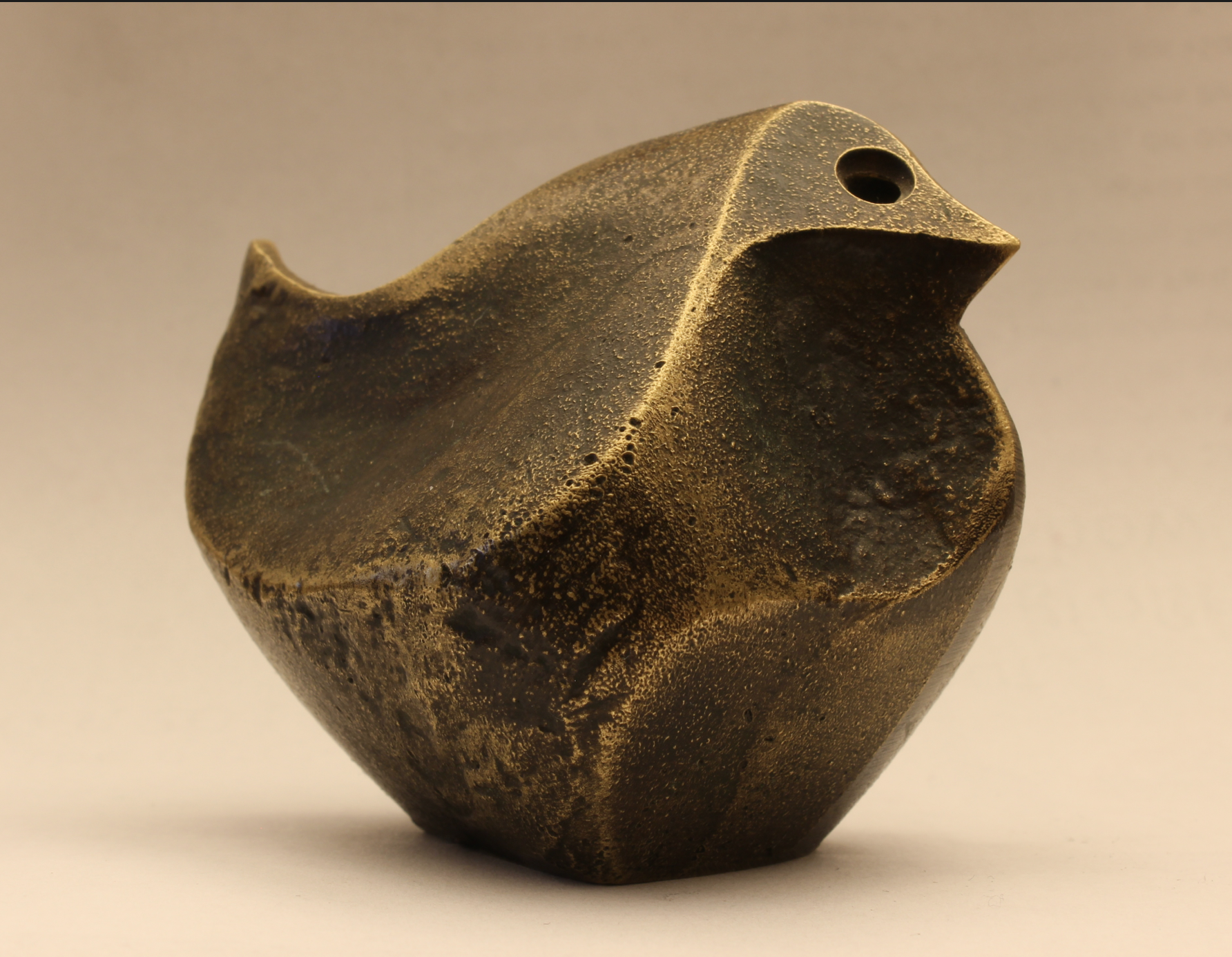
Moineau, bronze d'Ernest Igl.

L'artiste n'était pas un designer. Soutenu uniquement par des artisans, il conçoit et fabrique les modèles jusqu'à une longueur de 10 m dans un atelier de 400 m². Son principe : réduire les idées de la tridimensionnalité à la planéité bidimensionnelle par le traitement, pour ensuite les transformer en messages plastiques par le remodelage – comme une synthèse d'analyse. Avec une formation commerciale et un diplôme de l'Académie commerciale de Karlsbad, il n'était pas étranger aux idées commerciales dans le design industriel. En 1970, dans le cadre d'une mission artistique, il conçoit le légendaire bureau 'igl jet' comme une révolution contre « un style de meuble que dictent les machines de transformation du bois - lisse, anguleux, pompeux, agressif et repoussant ». Ce bureau est en instance de brevet aux États-Unis. Le bureau a des années d'avance sur son temps en termes d'ergonomie de travail : bord biseauté côté assise. L'igl jet est relancé en 2008 et est fabriqué aux dimensions d'origine dans une édition limitée en Haute-Bavière.

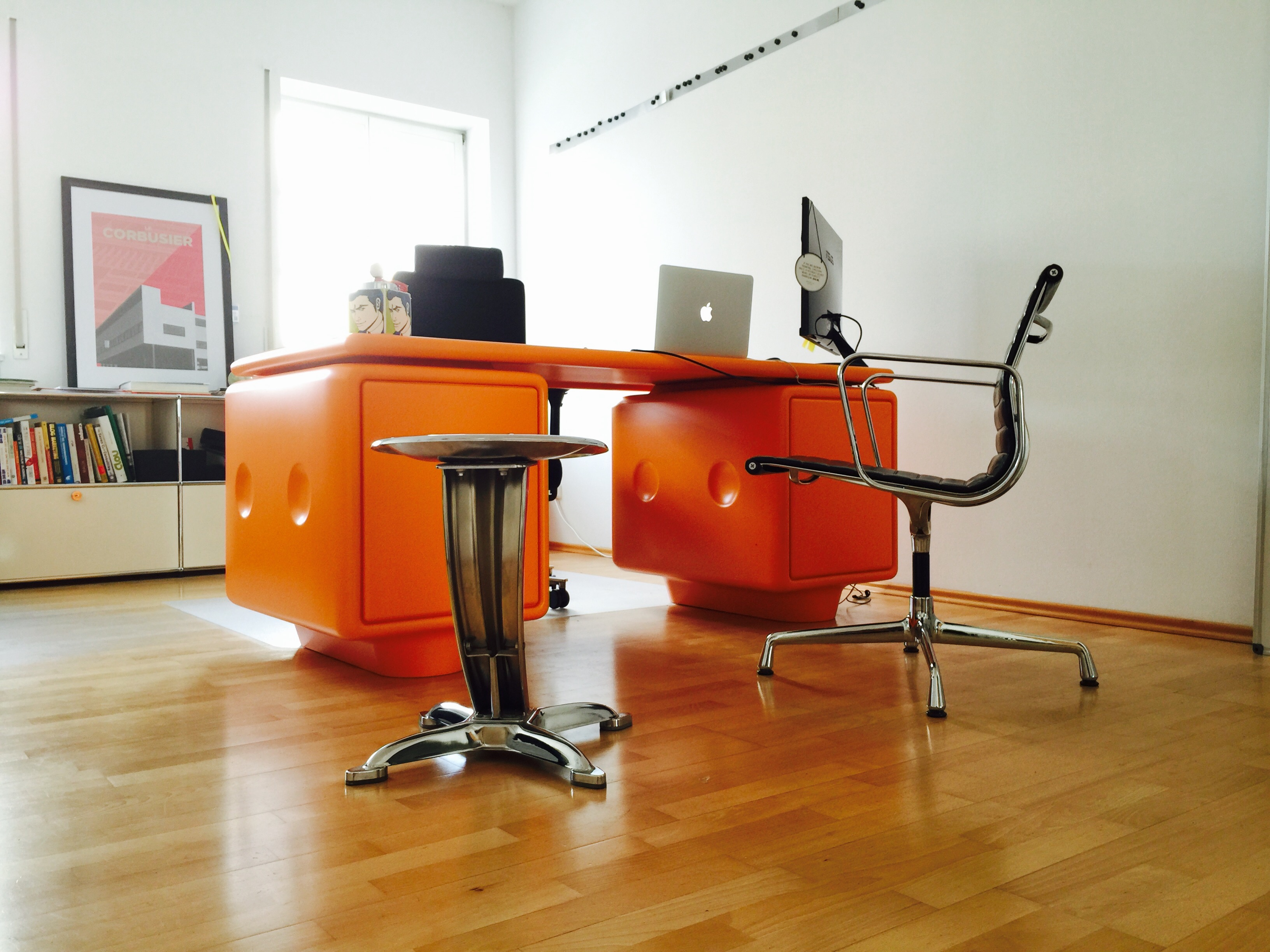
Bureau 'igl jet’, réédition, 2015.

Ernest Igl était un multi-talent du design industriel. Le travail pour Werndl est suivi de commandes dans la construction mécanique (chariots élévateurs Linde), l'industrie de la chaussure (Romica), l'éclairage et les articles ménagers.
Grâce à des approches de travail polyvalentes en tant que graphiste, peintre, scénographe et sculpteur, il est devenu un polyvalent à succès avec une large approche de la nouveauté.

## Honneurs
- Membre de l'Académie allemande des Sudètes